# Machaeranthera frutescens
Machaeranthera frutescens là một loài thực vật có hoa trong họ Cúc. Loài này được (S.Watson) Cronquist & D.D.Keck mô tả khoa học đầu tiên năm 1957.